# Ізабела Португальська (імператриця)
Ізабе́ла (порт. Isabel; 24 жовтня 1503 — 1 травня 1539) — португальська інфанта, імператриця Священної Римської імперії (1525—1539). Представниця Авіської династії. Народилася в Лісабоні, Португалія. Донька португальського короля Мануела І та арагонської інфанти Марії. Дружина імператора Карла V, короля Кастилії та Арагону. Регент Кастилії (1528—1533, 1535—1538). Померла у Толедо, Кастилія.

## Імена
- Ізабел, або Ізабела (ісп. і порт. Isabel) — у португальських та кастильських джерелах.
- Ізабелла (нім. Isabella) — у німецьких джерелах.
- Ізабела Авіська (порт. Isabel de Avis) — за назвою династії.
- Ізабела Португальська (порт. Isabel de Portugal) — за назвою країни.

## Біографія
Ізабелла народилась у Лісабоні 24 жовтня 1503 року. Вона була другою дитиною та старшою донькою в родині короля Португалії Мануела І та його другої дружини Марії Арагонської. Своє ім'я новонароджена отримала на честь бабусі Ізабелли Кастильської та тітки Ізабелли Астурійської, що була першою дружиною батька. Дівчинка мала старшого брата Жуана, що в майбутньому успадкував трон Португалії, а до 1517 в сім'ї з'явилося ще восьмеро молодших дітей: Беатріс, Луїш, Фернандо, Афонсо, Марія, Енріке, Дуарте та Антоніо. За пів року після народження молодшого сина Марія Арагонська померла.
1518 року батько одружився втретє, з Елеонорою Габсбург. Від цього шлюбу залишилась одна донька. Мануел I помер від чуми у грудні 1521 року.
Ізабелла, бувши старшою із сестер нового короля Португалії, була вельми привабливою партією для шлюбного союзу. Її заручини із кузеном Карлом Габсбургом були узгоджені ще за життя батька.
1 листопада 1525 року в Севільї вийшла заміж за свого кузена Карла V. Була регенткою Іспанії у 1528—1533 і 1535—1538 роках. 
Після народження сьомої дитини 1 травня 1539 року померла від пневмонії на тлі ускладнень від пологів. Можливо, протягом декількох років до того у неї була малярія, яка призвела до знесилення та малокрів'я.

## Родина
Чоловік — Карл V, король Кастилії та Арагону, імператор Священної Римської імперії
Діти:
- Філіп ІІ (21 травня 1527 — 13 вересня 1598) — був одружений чотири рази, мав восьмеро дітей;
- Марія (21 червня 1528 — 26 лютого 1603) — з 1548 року дружина імператора Священної Римської імперії Максиміліана II, мала шістнадцятеро дітей;
- Ізабелла (†1529 рік)
- Фердинанд (†1530)
- Хуана (26 червня 1535 — 7 вересня 1573) — з 1552 року дружина Жуана Мануеля, інфанта Португалії, мала єдиного сина;
- Хуан (†1537, прожив кілька місяців від народження)
- Хуан (†20 квітня 1539 — помер одразу після народження)

## У культурі

### Образотворче мистецтво

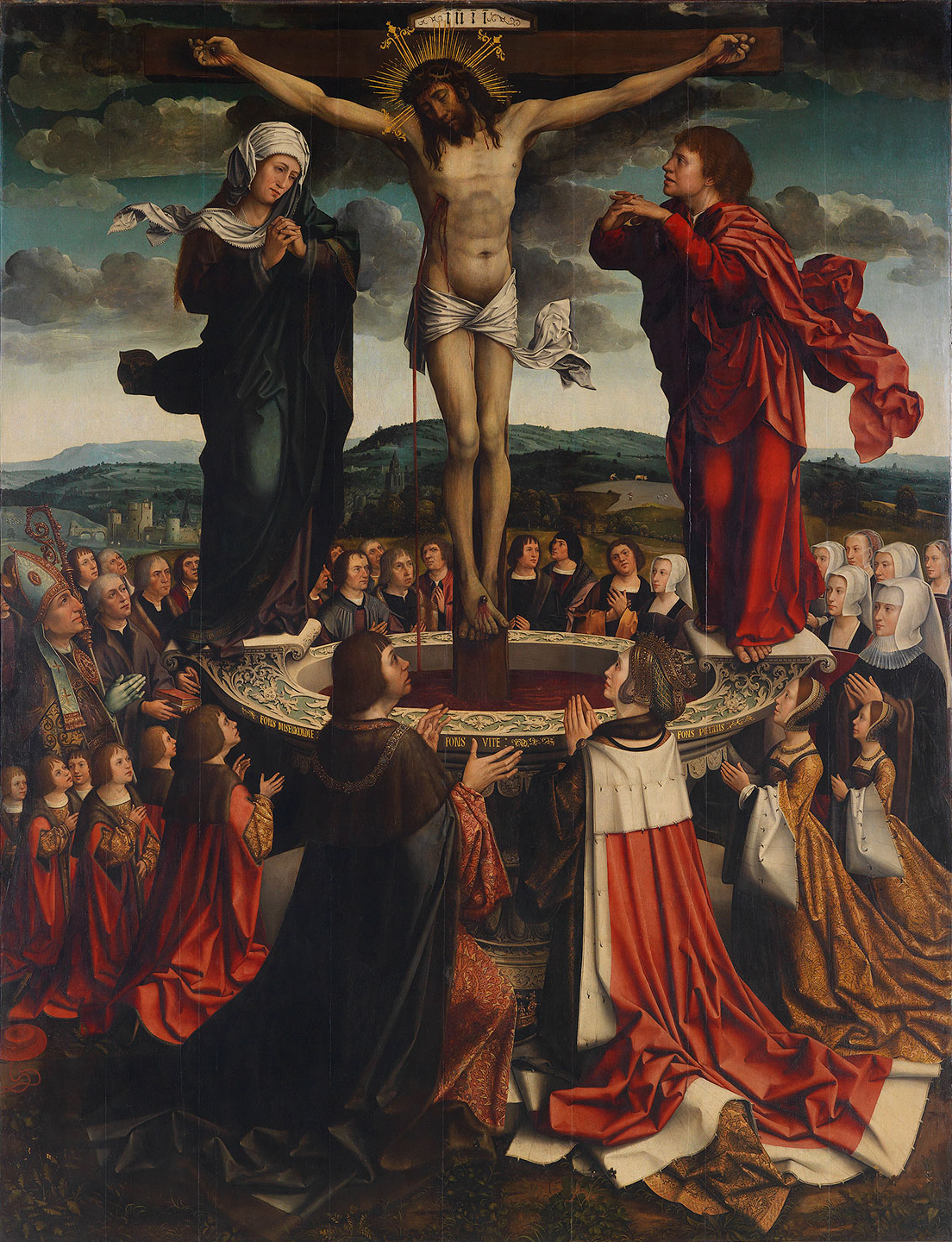
1517, К. де Котер
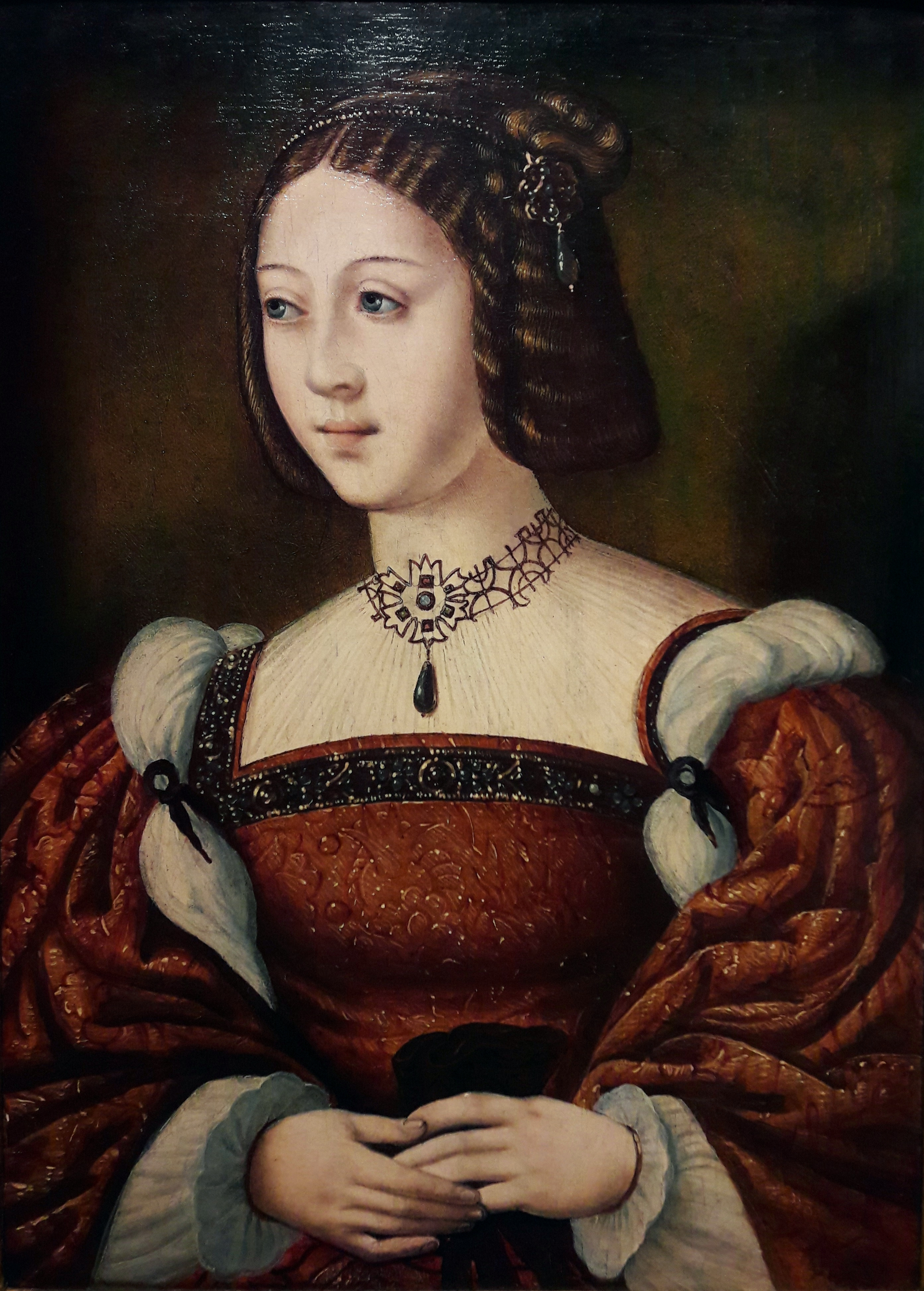
1520-ті
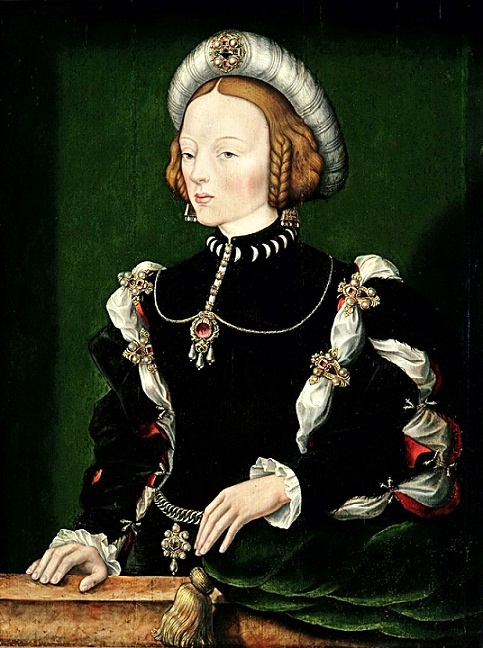
1530-ті, В. Скротс
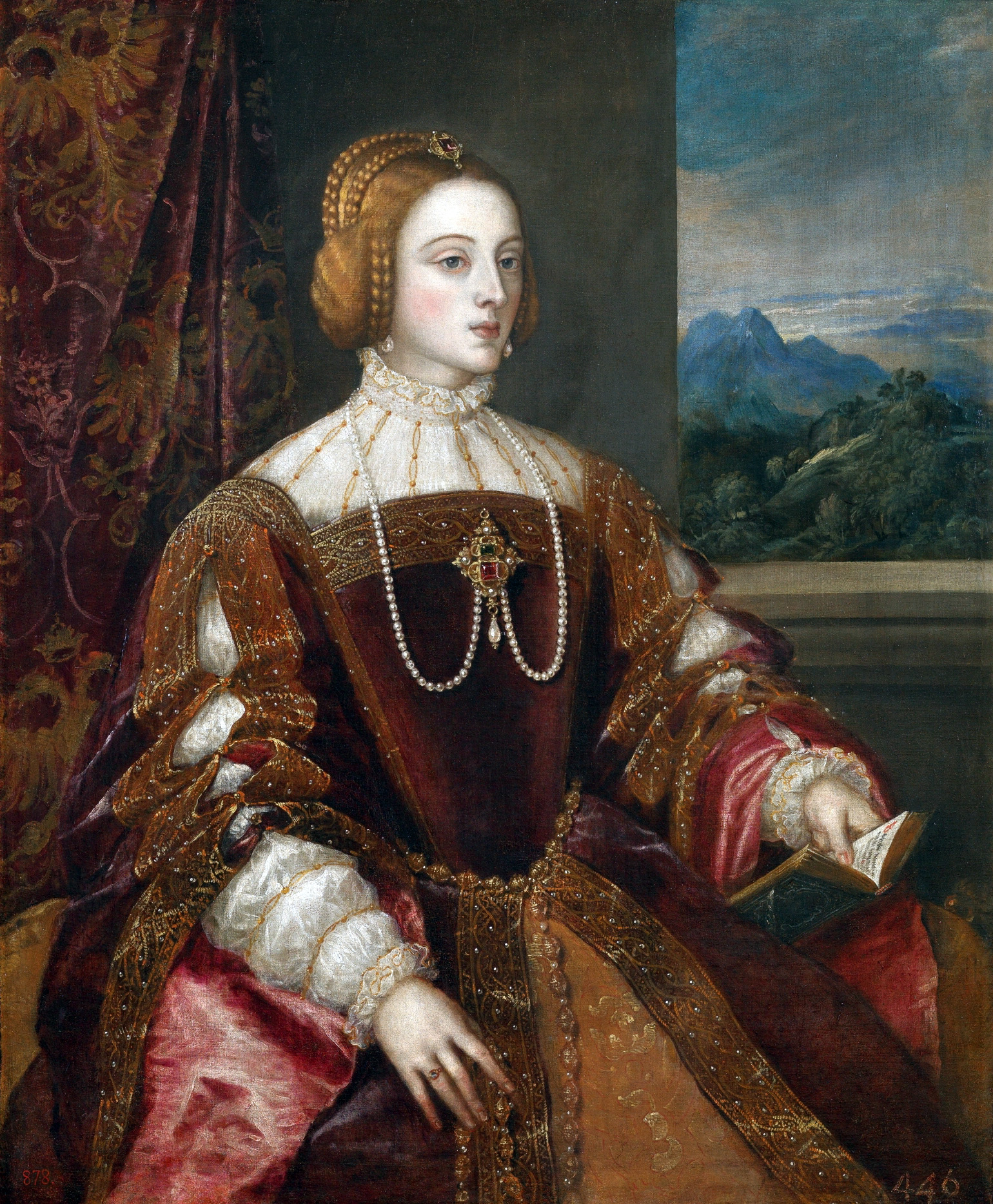
1548, Тіціан
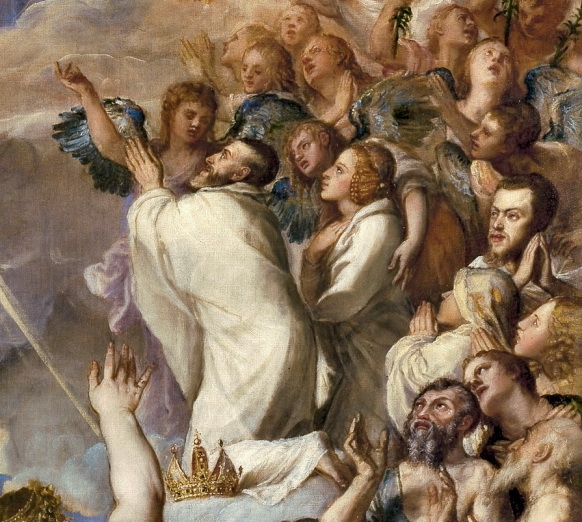
1554, Тіціан
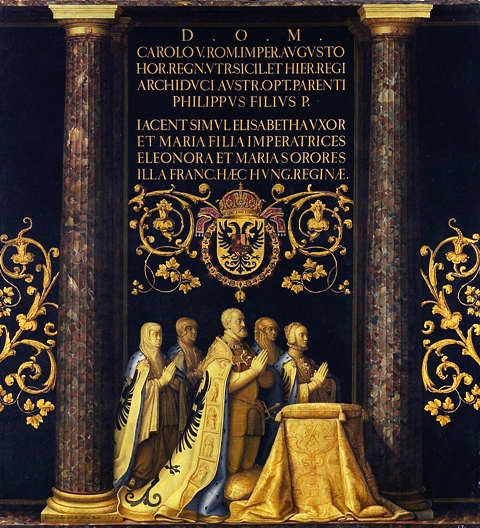
1599, Х. де ля Крус
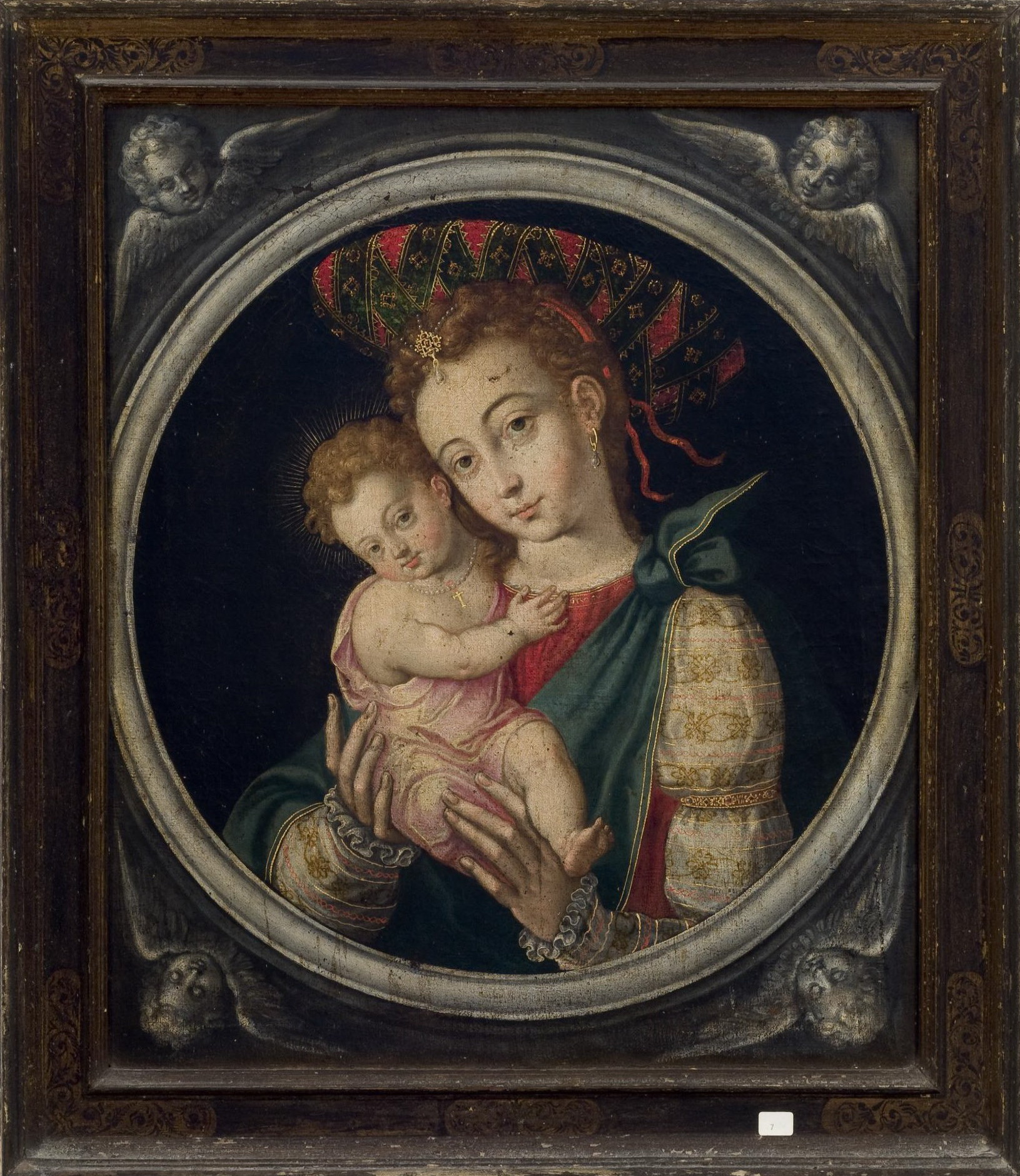
XVI ст.
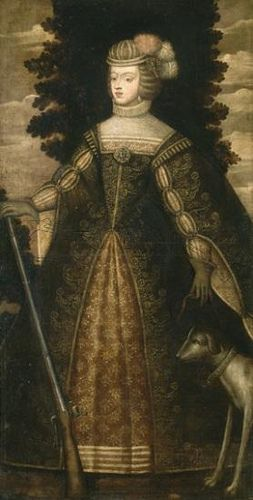
XVI ст.
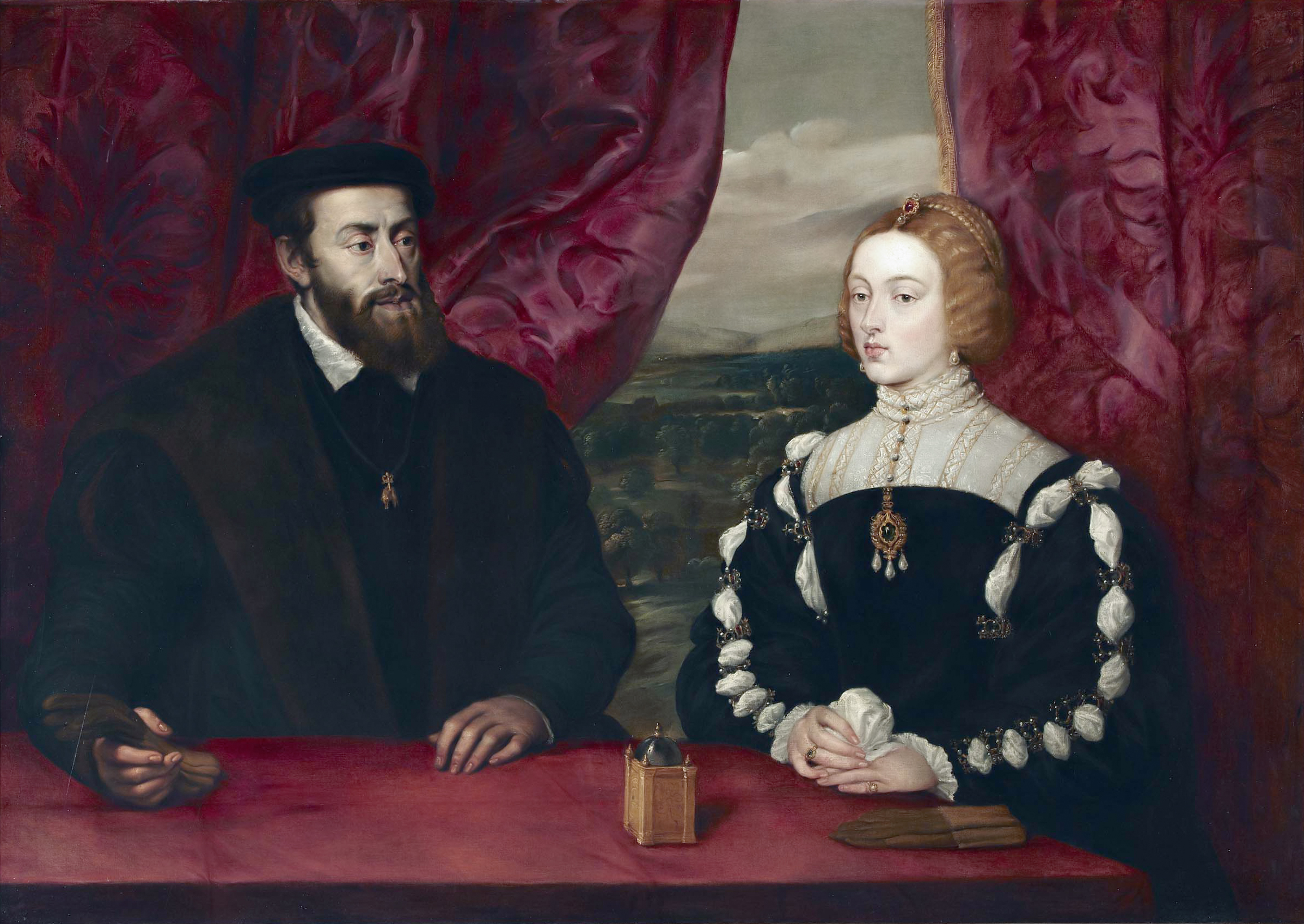
XVII ст., Рубенс
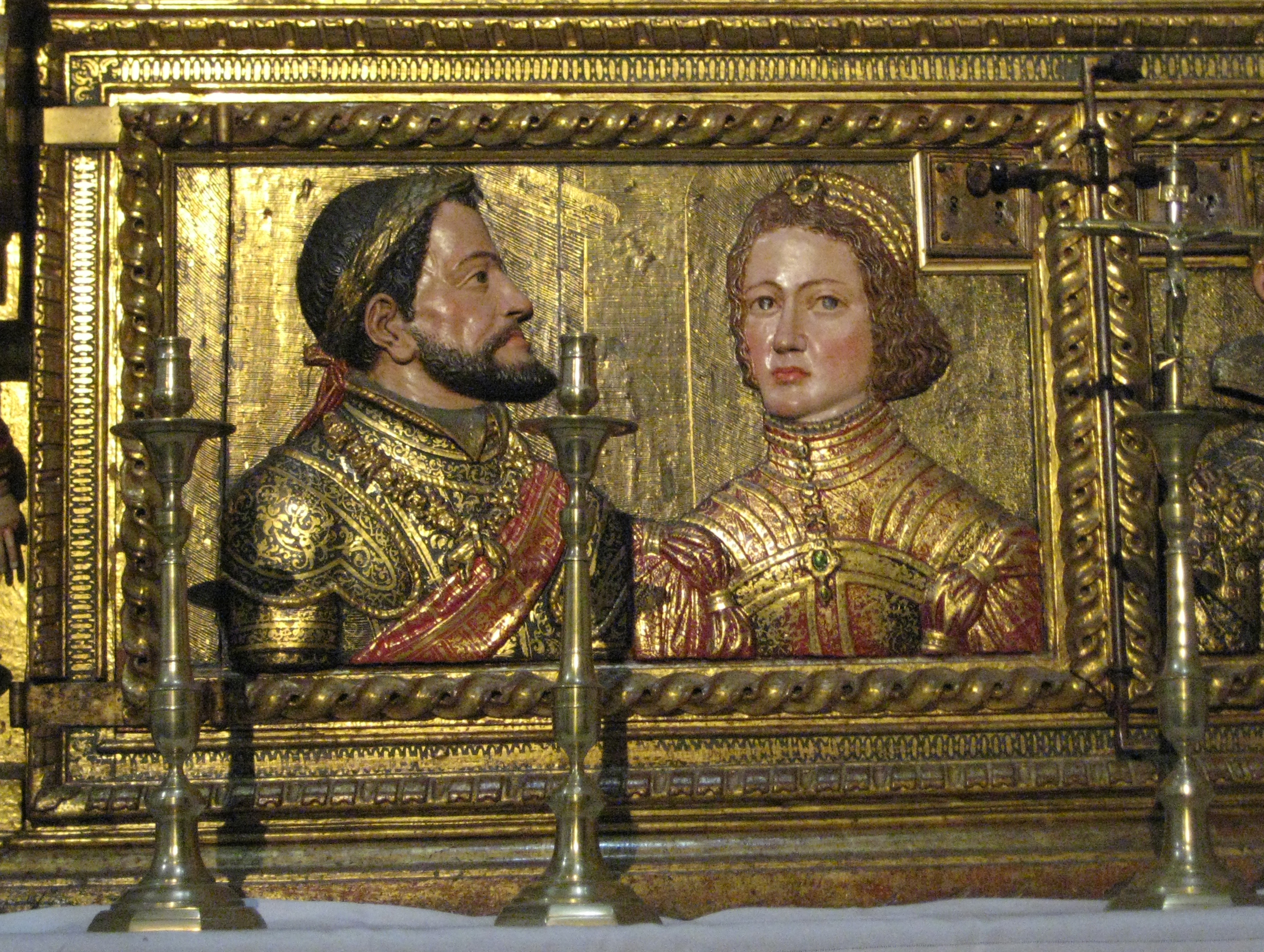
1632, А. де Мена
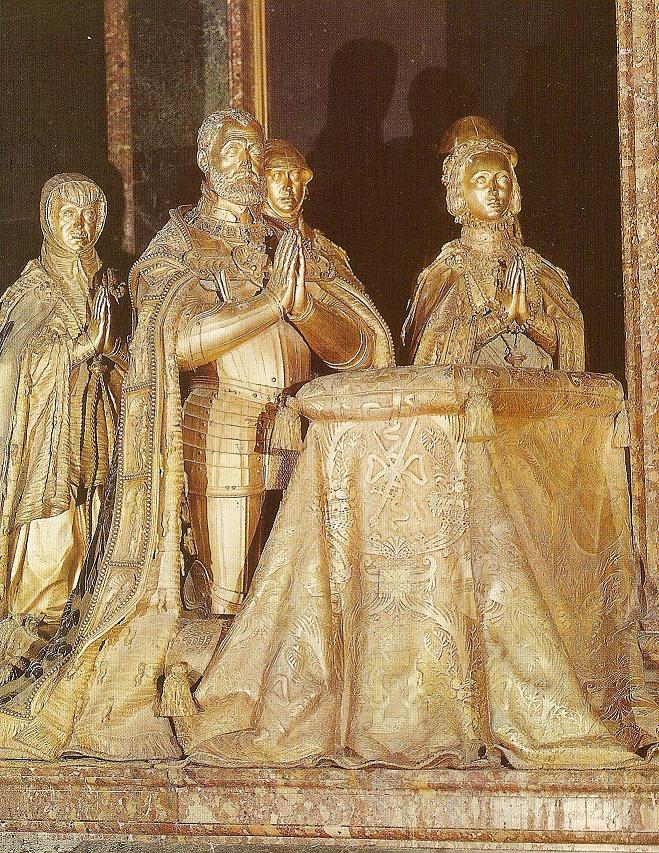
XVII ст.
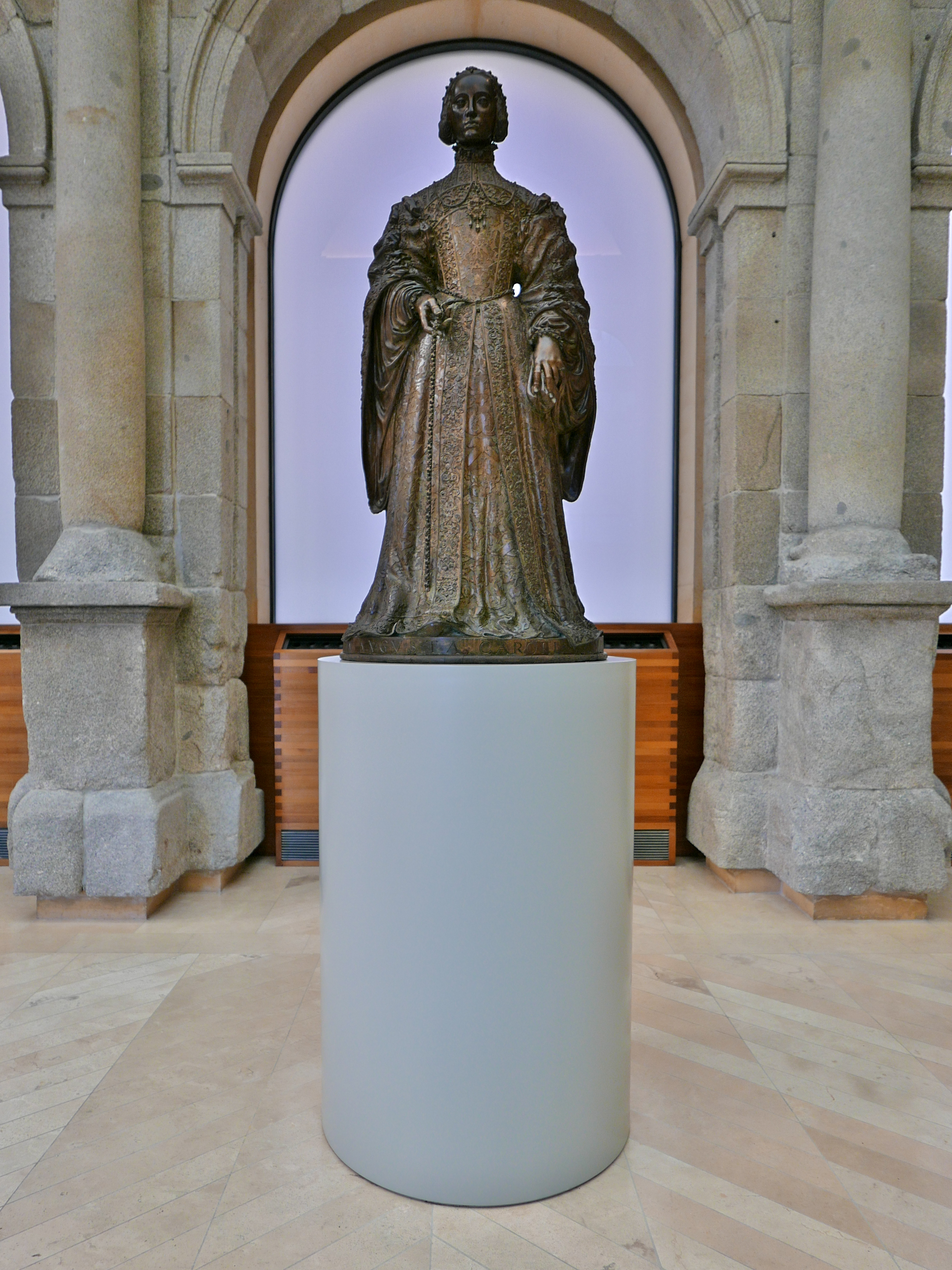
1555, П. Леоні
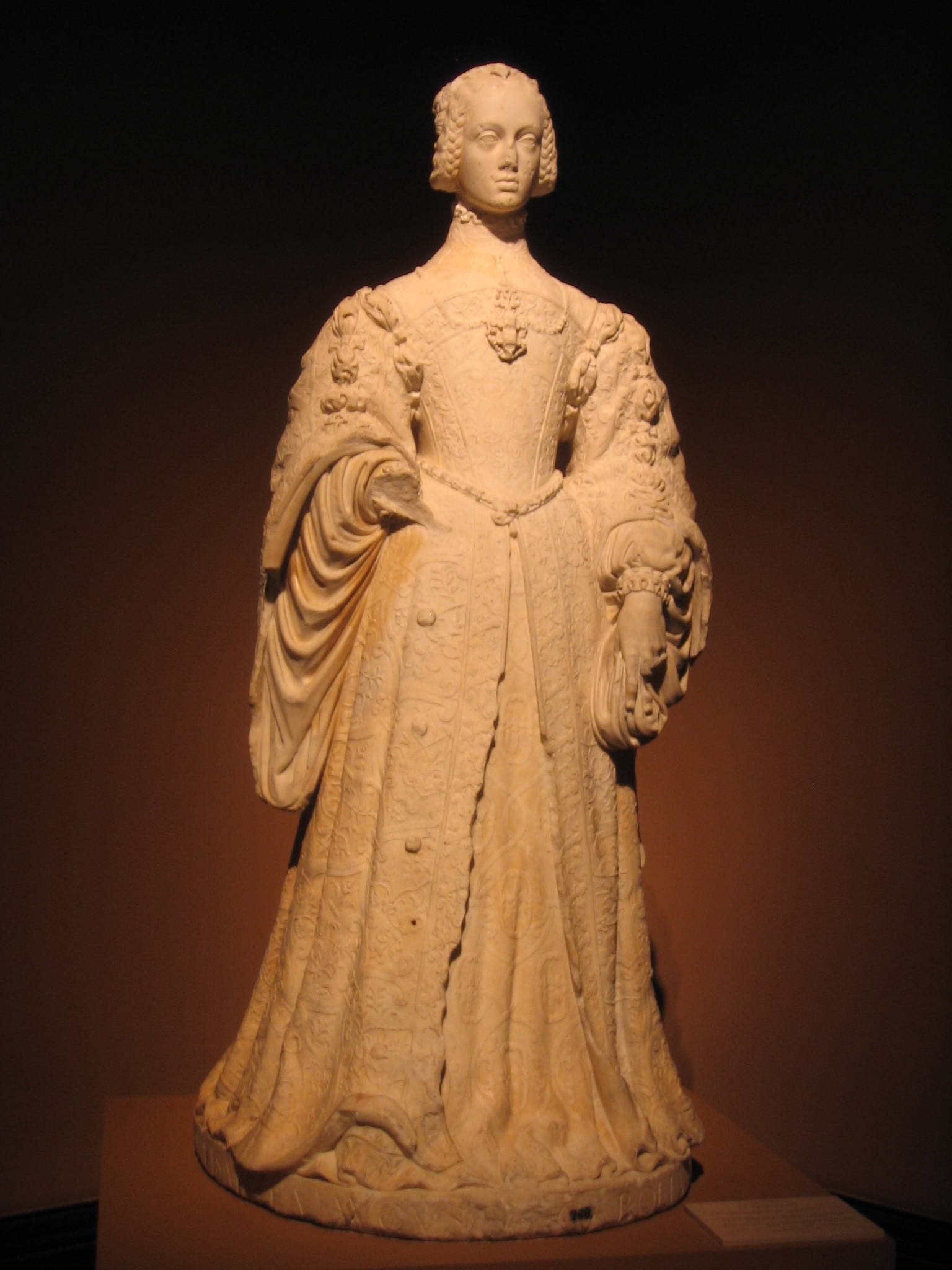
1572, П. Леоні
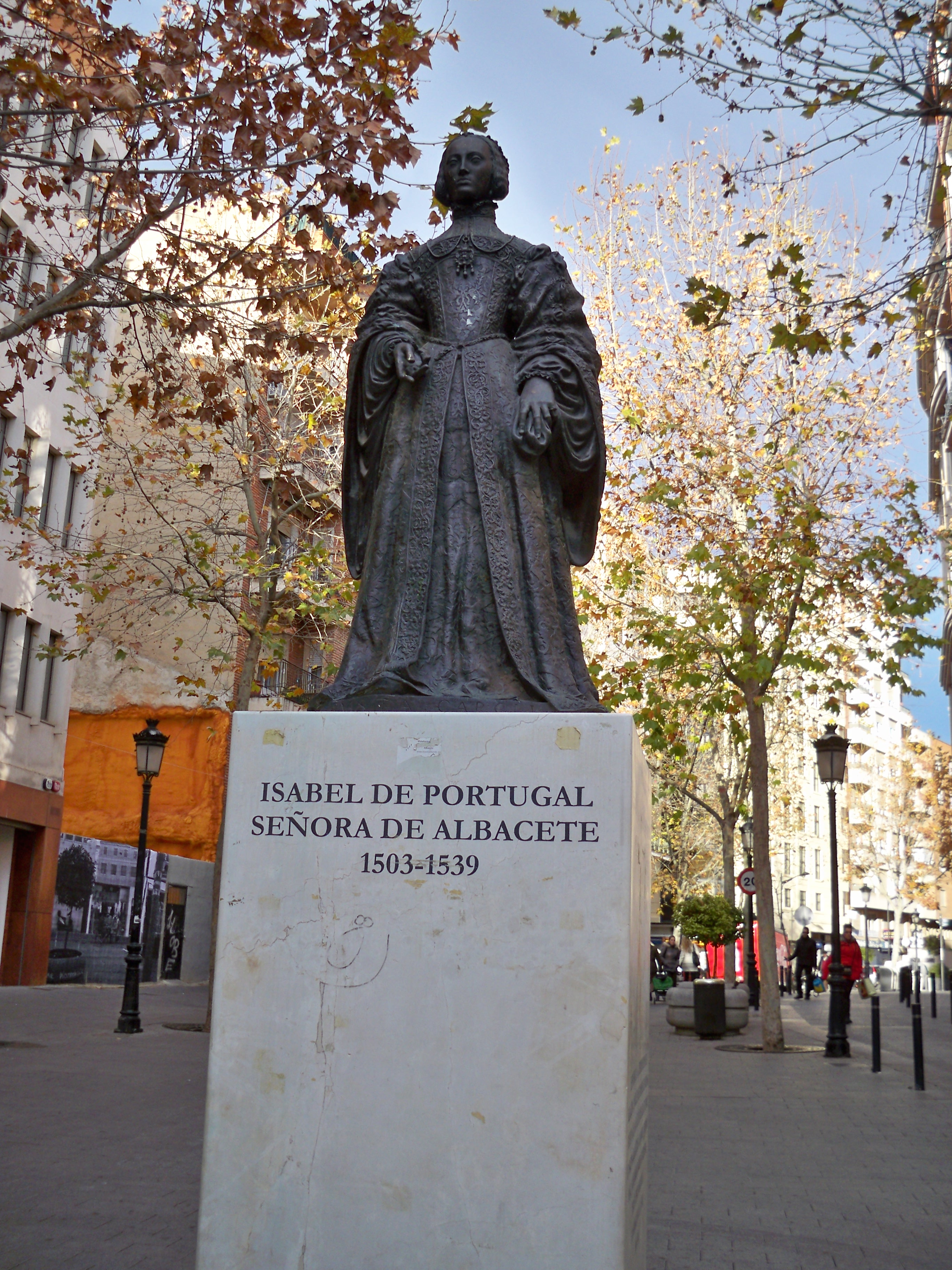
ХІХ, Альбасете